# Municipio de Lohnes
El municipio de Lohnes (en inglés: Lohnes Township) es un municipio ubicado en el condado de Benson en el estado estadounidense de Dakota del Norte. En el año 2010 tenía una población de 36 habitantes y una densidad poblacional de 0,64 personas por km².

## Geografía
El municipio de Lohnes se encuentra ubicado en las coordenadas 47°57′23″N 98°42′21″O / 47.95639, -98.70583. Según la Oficina del Censo de los Estados Unidos, el municipio tiene una superficie total de 56.23 km², de la cual 51,69 km² corresponden a tierra firme y (8,07 %) 4,54 km² es agua.

## Demografía
Según el censo de 2010, había 36 personas residiendo en el municipio de Lohnes. La densidad de población era de 0,64 hab./km². De los 36 habitantes, el municipio de Lohnes estaba compuesto por el 86,11 % blancos, el 13,89 % eran amerindios. Del total de la población el 0 % eran hispanos o latinos de cualquier raza.